# Fubuki-Klasse
Die Fubuki-Klasse (japanisch 吹雪型駆逐艦 Fubuki-gata kuchikukan) war eine Klasse von 24 Zerstörern der Kaiserlich Japanischen Marine, die im Zweiten Weltkrieg zum Einsatz kamen. Die japanische Marine bezeichnete die Schiffe auch als Spezialtyp-Zerstörer (jap. 特型, Tokugata).

## Geschichte

### Entwicklungsgeschichte
Die Kaiserlich Japanische Marine war nach der Unterzeichnung des Washingtoner Flottenvertrages von 1922 mit den erlangten Vertragsbedingungen unzufrieden, da sie ihr keine Flottenparität mit der britischen und amerikanischen Marine zugestand. So machte sich der Admiralstab an die Arbeit, um zu prüfen, welche Schiffe die Marine brauchen würde in einem angenommenen Krieg gegen die Vereinigten Staaten. Dabei wurde Japans Insellage und seine Abhängigkeit vom Seehandel als Existenzgrundlage mit einbezogen. Als Ergebnis dieser Überlegungen wurde eine Flotte von 144 Zerstörern als erforderlich erachtet. Bei einer zur Verfügung stehen Gesamttonnage von 201.600 ts erlaubte dies die Konstruktion von Zerstörern mit 1.400 ts Verdrängung. Diese Tonnage reichte an sich völlig aus, um einen guten Zerstörerentwurf zu erarbeiten, aber die Marine wollte ihr als zu gering erachtetes Tonnagekontingent durch konstruktive Qualität ausgleichen. Darüber hinaus wünschte sie, dass die Flotte über eine große Reichweite verfügte, um so in den Weiten des Pazifiks operieren zu können, und anders als die deutsche Reichsmarine störte es die japanische nicht, wenn etwaige Vertragsbedingungen überschritten werden mussten.
Schon im Oktober 1922 wurde der Vorschlag für den Entwurf eines 2000-ts-Zerstörer vorgelegt. Er sah ein mit zwei 12-cm-Zwillingslafetten und sechs Torpedorohren bewaffnetes Schiff vor, das eine Geschwindigkeit von 40 Knoten laufen sollte. Jedoch erst 1924 wurde dieser in einen präzisen Entwurf mit der Bezeichnung F24 umgewandelt. Darin wurde ein zusätzlicher Drillingstorpedorohrsatz aufgenommen, die Geschwindigkeit auf 39 Knoten reduziert und eine Fahrstrecke von 4000 Seemeilen bei 14 Knoten vorgesehen. Die Einbeziehung der neu eingeführten Torpedos im Kaliber von 61 cm, die auf den Zerstörern der Mutsuki-Klasse erprobt wurden, sollte diesen Zerstörern eine ungeheure Schlagkraft verleihen. Zusätzlich sollte diese durch das Mitführen von neun Reservetorpedos noch gestärkt werden. Innerhalb des Admiralstabes verursachte dieser Entwurf aber einige Diskussion und Meinungsverschiedenheiten, da die Wasserverdrängung weit über der im Flottenvertrag erlaubten lag. Das heißt, die Anzahl an Zerstörern hätte weit unter den für erforderlich gehaltenen 144 Einheiten gelegen. Dies führte zu weiteren Studien mit der Folge, dass die Tonnage um 250 ts auf 1.750 ts sank. Gleichzeitig kam es zur Aufnahme einer dritten Doppellafette, da die Marine lediglich einer Verringerung der Wasserverdrängung ohne Verlust der Kampfkraft zugestimmt hatte. Dies bedeutete aber, dass eine leistungsschwächere Antriebsanlage hätte verbaut werden müssen, was den Verlust von einem Knoten Geschwindigkeit bedeutet hätte, und auch die Kapazität der Munitionskammern um 10 % kleiner ausgefallen wäre. Doch auch dieser Entwurf fand keine Billigung und weitere Änderungen mussten vorgenommen werden. Diese betrafen hauptsächlich die Antriebsanlage, die bei einer Antriebsleistung von 50.000 Wellen-PS eine Höchstgeschwindigkeit von 35 Knoten erlaubte. Dies hatte aber auch positive Aspekte, da sich durch Vergrößerung der Bunkerkapazität die Seeausdauer um 20 % erhöhte. Die Bewaffnung sollte jetzt aus sechs 12,7-cm-Geschützen in Doppellafette, einem 7,62-cm-Flugabwehrgeschütz, zwei 4-cm-Geschützen, zwei 7,7-mm-Maschinengewehren und neun Torpedorohren im Kaliber 61 cm bestehen. Dieser Entwurf, bekannt unter der Bezeichnung Spezialtyp, wies mehrere herausragende Aspekte auf. Die Bewaffnung war in wetterfesten Geschützumbauten untergebracht, die auch Splitterschutz boten. Dies hatte es auf Schiffen dieser Größe bisher nicht gegeben. Ein neues Kaliber von 12,7 cm, erstmals auf japanischen Zerstörern, wurde eingeführt und der bisher vor der Brücke gelegene Torpedorohrsatz erhielt weiter achtern eine bessere Position zwischen den Schornsteinen. Dort war die Beeinträchtigung durch überkommendes Seewasser geringer. Durch das Entfernen dieses Torpedorohrsatzes konnte das Vorschiff weiter nach achtern gezogen werden und zusammen mit dem Ausfall der Schiffsseiten am Bug wie am Deckssprung ergaben sich bessere Seeeigenschaften. Die Hochseeverwendung wurde außerdem durch die Einführung einer überdeckten Brücke weiter verbessert. Das Volumen des Geschützturms auf der Back erforderte es aber, dass die Brücke sich in beträchtlicher Höhe über dem Deck befand.

### Bau
Im Rahmen des Bauprogramms von 1923 wurden fünf Einheiten mit den Bezeichnungen Dai-35-Gō Kuchikukan bis Dai-39-Gō Kuchikukan bestellt und vier weitere – 40 bis 43 – außerordentlich im November 1925. Nach Verzögerungen in Folge finanzieller Probleme wurden im Rahmen des Bauprogramms von 1927 mit 44 bis 58 weitere fünfzehn Einheiten bewilligt.
Da sich der Bauzeitraum der 24 Einheiten über mehr als fünf Jahre erstreckte, wurden innerhalb dieser Zeitspanne Modifikationen vorgenommen. Die erste Gruppe – Dai-35-Gō Kuchikukan bis Dai-44-Gō Kuchikukan – besaß einfachere und weniger komplizierte Feuerleitsysteme oberhalb der Brücke und hatte deutlich sichtbare Luftabzugshutzen für die Kesselräume beiderseits des Schornsteins. Die zweite Gruppe, auch als Ayanami-Klasse bezeichnet, erhielt ein anderes Turmmodell, kompliziertere Feuerleitsysteme auf einer zusätzlichen Plattform oberhalb der Brücke sowie modifizierte und weniger auffällige Kesselräume bzw. Luftabzugshutzen.
Verbesserungen am Kesselentwurf von 1927 bei den vier letzten Einheiten – Dai-55-Gō Kuchikukan bis Dai-58-Gō Kuchikukan – führten dazu, dass sich diese signifikant im Aussehen von den anderen unterschieden, weshalb sie als eigenständige Klasse (Akatsuki-Klasse) geführt werden.

### Vorkriegsänderungen
Als das erste Schiff der Klasse, die Fubuki, im August 1928 in Dienst gestellt wurde, erfüllte es die anderen Seemächte – vor allem die Vereinigten Staaten und Großbritannien – mit großer Sorge. Die Amerikaner besaßen keine moderneren Zerstörer als die zum Ende des Ersten Weltkriegs gebauten Vierschornsteiner (Wickes-, Caldwell- und Clemson-Klasse), und die britischen Zerstörer der A-Klasse waren klar unterlegen. Doch dieser Anschein trog, und obwohl westliche Marinekonstrukteure Zweifel hinsichtlich der angegebenen Wasserverdrängung gehabt haben müssen, konnten sie von dem Entwurf innewohnenden Schwächen nichts wissen. Um den von der Flotte erhobenen Forderungen nach Geschwindigkeit, Seeausdauer und Bewaffnung bei einer beschränkten Wasserverdrängung zu genügen, hatte die Konstruktionsabteilung der Marine große Findigkeit entwickeln müssen, was bedeutete, dass auf jede erdenkliche Art Gewicht verringert werden musste. Erreicht wurde dies insbesondere durch die Verwendung von Leichtmetalllegierungen für die Aufbauten, den Einbau einer leichteren und weniger leistungsfähigen Antriebsanlage und die weitgehende Anwendung der Schweißtechnik für den Schiffskörper. Am Schiffskörper wurde anstatt der üblichen Überlappungsverbindung die Stoßverbindung verwendet, um den Reibungswiderstand zu verringern und die Geschwindigkeit zu erhöhen. Durch das verlängerte Vorschiff, die hohe Brücke und die Geschützumbauten ergaben sich eine Gewichtszunahme von 200 ts gegenüber der Konstruktionsverdrängung – was sich bei den Schiffen der zweiten Gruppe sogar noch vergrößerte, da das Turmmodell B ein um 20 % höheres Gewicht als das Modell A hatte und die Brücke eine zusätzliche Plattform. Als dann die Torpedoleitstände noch Splitterschutz erhielten, steigerte sich die Wasserverdrängung noch mehr. Zusammen mit der leichten Antriebsanlage und der verringerten Munitionskammerkapazität hatte sich eine gefährliche Topplastigkeit entwickelt, was aber von den japanischen Konstrukteuren nicht erkannt wurde.
Dass etwas mit den japanischen Kriegsschiffen nicht in Ordnung war, wurde erst am 12. März 1934 deutlich, als das sich nur drei Wochen in Dienst befindliche Torpedoboot Tomozuru in schwerer See unter Verlust eines Großteils der Besatzung wegen Topplastigkeit kenterte. Dass auch die neuen Zerstörer Probleme hatten, wurde am 26. September 1935 offensichtlich, als die 4. Flotte an der Ostküste Japans in einen Taifun geriet. Dabei verloren Hatsuyuki und Yūgiri den Bug, Akebono, Murakumo und Ushio erlitten ernste Festigkeitsschäden und bei Shirakumo, Amagiri, Oboro, Shirayuki und Usugumo traten Schäden verschiedenen Ausmaßes am Schiffskörper auf. Obwohl keiner dieser Zerstörer verloren ging, zeigten die Schäden die Festigkeitsprobleme der Klasse. Das Ergebnis dieser leidvollen Erfahrungen bestand in einem großangelegten und drastischen Umbauprogramm, dem alle neuen Schiffe unterworfen wurden, die Ende der 1920er- und Anfang der 1930er-Jahre fertiggestellt worden waren. Für die Fubuki-Klasse bedeutete dies einen Werftaufenthalt zwischen 1937 und 1938. Dabei wurden Brücke und Schornsteine in der Höhe herabgesetzt, der Kraftstoffbunkerraum sowie die Kapazität der Munitionskammer vergrößert – um Gewicht in den Schiffkörper zu bekommen – und an Oberdeck wurde die Anzahl der Reservetorpedos von neun auf drei reduziert. Zusätzlich musste der Schiffskörper durch Vernieten und Nachschweißen beträchtlich verstärkt werden. Das Ergebnis war eine Gewichtszunahme und Reduzierung der Geschwindigkeit um einen Knoten, aber die Zerstörer waren nun einsatzfähig und gehörten mit zu den besten der Welt.

## Liste der Schiffe
| Name (Bei Planung)                    | Name (Bei Indienststellung) | Bauwerft                  | Kiellegung         | Stapellauf         | Indienststellung  | Verbleib |
| 1. Gruppe                             | 1. Gruppe                   | 1. Gruppe                 | 1. Gruppe          | 1. Gruppe          | 1. Gruppe         | 1. Gruppe |
| ------------------------------------- | --------------------------- | ------------------------- | ------------------ | ------------------ | ----------------- | --- |
| Dai-35-Gō Kuchikukan Zerstörer Nr. 35 | Fubuki (吹雪)               | Marinewerft Maizuru       | 19. Juni 1926      | 15. November 1927  | 10. August 1928   | versenkt am 11. Oktober 1942 durch Schiffsartillerie, während der Schlacht von Cape Esperance                |
| Dai-36-Gō Kuchikukan Zerstörer Nr. 36 | Shirayuki (白雪)            | Mitsubishi, Yokohama      | 19. März 1927      | 20. März 1928      | 18. Dezember 1928 | versenkt am 3. März 1943 durch amerik. Flugzeuge, während der Schlacht in der Bismarcksee                    |
| Dai-37-Gō Kuchikukan Zerstörer Nr. 37 | Hatsuyuki (初雪)            | Marinewerft Maizuru       | 12. April 1927     | 29. September 1928 | 30. März 1929     | versenkt am 17. Juli 1943 durch amerik. Flugzeuge, bei Bougainville                                          |
| Dai-38-Gō Kuchikukan Zerstörer Nr. 38 | Muyuki (深雪)               | Uraga Senkyo, Yokosuka    | 30. September 1927 | 26. Juni 1928      | 29. Juni 1929     | gesunken am 29. Juni 1934 nach Kollision mit dem Zerstörer Inazuma in der Koreastraße südl. von Jejudo       |
| Dai-39-Gō Kuchikukan Zerstörer Nr. 39 | Murakumo (叢雲)             | Fujinagata Zōsen, Osaka   | 25. April 1927     | 27. September 1928 | 10. Mai 1929      | versenkt am 12. Oktober 1942 durch amerik. Flugzeuge, in den Gewässern der Salomonen                         |
| Dai-40-Gō Kuchikukan Zerstörer Nr. 40 | Shinonome (東雲)            | Marinewerft Sasebo        | 12. August 1926    | 26. November 1927  | 27. Mai 1928      | versenkt am 18. Dezember 1941 nach Bombentreffer, durch das niedl. Flugboot X-32 vor Britisch-Borneo         |
| Dai-41-Gō Kuchikukan Zerstörer Nr. 41 | Usugumo (薄雲)              | Ishikawajima Zōsen, Tokio | 21. Oktober 1926   | 26. Dezember 1927  | 26. Juli 1928     | versenkt am 7. Juli 1942 durch amerik. U-Boot USS Skate, im Ochotskischen Meer                               |
| Dai-42-Gō Kuchikukan Zerstörer Nr. 42 | Shirakumo (白雲)            | Fujinagata Zōsen, Osaka   | 27. Oktober 1926   | 27. Dezember 1927  | 28. Juli 1928     | versenkt am 16. März 1944 durch amerik. U-Boot USS Tautog, östl. von Hokkaido                                |
| Dai-43-Gō Kuchikukan Zerstörer Nr. 43 | Isonami (磯波)              | Uraga Senkyo, Yokosuka    | 18. Oktober 1926   | 24. November 1927  | 30. Juni 1928     | versenkt am 9. April 1943 durch amerik. U-Boot USS Tautog, südl. von Celebes                                 |
| Dai-44-Gō Kuchikukan Zerstörer Nr. 44 | Uranami (浦波)              | Marinewerft Sasebo        | 28. April 1927     | 29. November 1928  | 30. Juni 1929     | versenkt am 26. Oktober 1944 durch amerik. Flugzeuge, südl. von Luzon                                        |
| 2. Gruppe (Ayanami-Unterklasse)       |                             |                           |                    |                    |                   | |
| Dai-45-Gō Kuchikukan Zerstörer Nr. 45 | Ayanami (綾波)              | Fujinagata Zōsen, Osaka   | 20. Januar 1928    | 5. Oktober 1929    | 30. April 1930    | versenkt am 15. November 1942 durch Schiffsartillerie, während der Seeschlacht von Guadalcanal               |
| Dai-46-Gō Kuchikukan Zerstörer Nr. 46 | Shikinami (敷波)            | Marinewerft Maizuru       | 6. Juli 1928       | 22. Juni 1929      | 24. Dezember 1929 | versenkt am 12. September 1944 durch amerik. U-Boot USS Growler, südl. von Hongkong                          |
| Dai-47-Gō Kuchikukan Zerstörer Nr. 47 | Asagiri (朝霧)              | Marinewerft Sasebo        | 12. Dezember 1928  | 18. November 1929  | 30. Juni 1930     | versenkt am 28. August 1942 durch amerik. Flugzeuge, in den Gewässern der Salomonen                          |
| Dai-48-Gō Kuchikukan Zerstörer Nr. 48 | Yūgiri (夕霧)               | Marinewerft Maizuru       | 1. April 1929      | 12. Mai 1930       | 3. Dezember 1930  | versenkt am 26. November 1943 durch Schiffsartillerie, während der Seesgefecht bei Kap St. George            |
| Dai-49-Gō Kuchikukan Zerstörer Nr. 49 | Amagiri (天霧)              | Ishikawajima Zōsen, Tokio | 28. November 1928  | 27. Februar 1930   | 10. November 1930 | gesunken am 23. April 1944 nach Minentreffer, vor Borneo                                                     |
| Dai-50-Gō Kuchikukan Zerstörer Nr. 50 | Sagiri (狭霧)               | Uraga Senkyo, Yokosuka    | 28. März 1929      | 23. Dezember 1929  | 31. Januar 1931   | versenkt am 18. Dezember 1941 nach Torpedotreffer, durch das niedl. U-Boot K-XVI                             |
| Dai-51-Gō Kuchikukan Zerstörer Nr. 51 | Oboro (朧)                  | Marinewerft Sasebo        | 29. November 1929  | 8. November 1930   | 31. Oktober 1931  | versenkt am 16. Oktober 1942 durch amerik. Flugzeuge, in den Gewässern der Aleuten (Schlacht um die Aleuten) |
| Dai-52-Gō Kuchikukan Zerstörer Nr. 52 | Akebono (曙)                | Fujinagata Zōsen, Osaka   | 25. Oktober 1929   | 7. November 1930   | 31. Juli 1931     | versenkt am 13. November 1944 durch amerik. Flugzeuge, vor Manila                                            |
| Dai-53-Gō Kuchikukan Zerstörer Nr. 53 | Sazanami (漣)               | Marinewerft Maizuru       | 21. Februar 1930   | 6. Juni 1931       | 19. Mai 1932      | versenkt am 14. Januar 1944 durch amerik. U-Boot Albacore vor Palau                                          |
| Dai-54-Gō Kuchikukan Zerstörer Nr. 54 | Ushio (潮)                  | Uraga Senkyo, Yokosuka    | 24. Dezember 1929  | 17. November 1930  | 14. November 1931 | Kriegsbeute UdSSR: abgewrackt August 1948                                                                    |
| 3. Gruppe (Akatsuki-Klasse)           |                             |                           |                    |                    |                   | |
| Dai-55-Gō Kuchikukan Zerstörer Nr. 55 | Akatsuki (暁)               | Marinewerft Sasebo        | 17. Februar 1930   | 7. Mai 1932        | 30. November 1932 | versenkt am 13. November 1942 durch Schiffsartillerie, während der Seeschlacht von Guadalcanal               |
| Dai-56-Gō Kuchikukan Zerstörer Nr. 56 | Hibiki (響)                 | Marinewerft Maizuru       | 21. Februar 1930   | 16. Juni 1932      | 31. März 1933     | außer Dienst, am 5. April 1947 Kriegsbeute UdSSR                                                             |
| Dai-57-Gō Kuchikukan Zerstörer Nr. 57 | Ikazuchi (雷)               | Uraga Senkyo, Yokosuka    | 7. März 1930       | 22. Oktober 1931   | 15. August 1932   | versenkt am 14. April 1944 durch amerik. U-Boot USS Harder südöstl. von Guam                                 |
| Dai-58-Gō Kuchikukan Zerstörer Nr. 58 | Inazuma (電)                | Fujinagata Zōsen, Osaka   | 7. März 1930       | 25. März 1932      | 15. November 1932 | versenkt am 14. Mai 1944 durch amerik. U-Boot USS Bonefish östl. von Borneo                                  |

## Technische Beschreibung

### Rumpf
Der Rumpf eines Zerstörers der Fubiki-Klasse, unterteilt in wasserdichte Abteilungen, war 118,41 Meter lang, 10,36 Meter breit und hatte bei einer Einsatzverdrängung von 2.159 Tonnen einen Tiefgang von 3,2 Metern.

### Antrieb
Der Antrieb erfolgte durch vier ölbefeurte Dampferzeuger – Kampon-Kesseln des Yarrow-Typs, jeder in einem gesonderten Kesselraum untergebracht – und zwei Getriebeturbinensätze. Diese Turbinensätze erzeugten eine Leistung von je 25.000 PS, womit eine Gesamtleistung von 50.000 PS (36.775 kW) erreicht wurde. Die erzeugte Leistung wurde an zwei Antriebswellen mit je einer Schraube abgegeben. Die Höchstgeschwindigkeit betrug 35 Knoten (65 km/h) und die maximale Fahrstrecke von 5.000 Seemeilen (9.260 km) bei 14 Knoten, wofür 482 Tonnen Kraftstoff gebunkert werden konnten.

### Bewaffnung

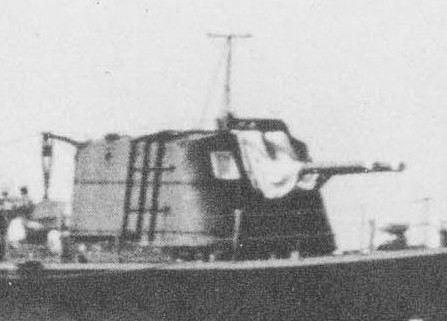
12,7-cm Typ 3 Modell A Geschützturm, wie er auf der Fubuki-Klasse verwendet wurde.

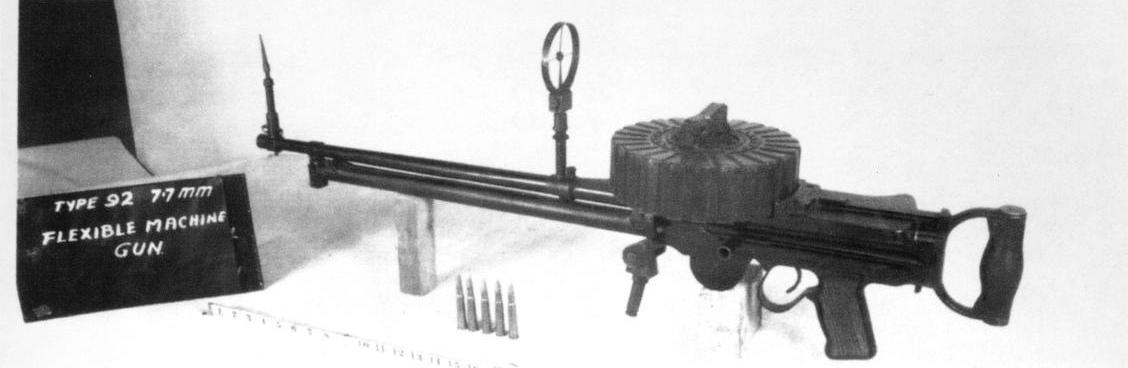
Japanisches 7,7-mm-Flugabwehr-MG Typ 92.

#### Artillerie
Bei der Indienststellung bestand die Bewaffnung aus sechs 12,7-cm-Geschützen mit Kaliberlänge 50 Typ 3 in drei Zwillingstürmen, die in Bootsmittellinie – einer vor dem Brückenaufbau und zwei hinter bzw. auf dem achteren Deckshaus – aufgestellt waren. Der innere Turm B war so angeordnet, dass er den äußeren überschießen konnte (sogenannte überhöhte Endaufstellung). Die erste Gruppe war mit dem Turmmodell A, die zweite Gruppe war mit dem Modell B ausgerüstet. Beide Turmmodelle hatten eine Seitenrichtgeschwindigkeit von 6° pro Sekunde, eine Höhenrichtgeschwindigkeit von 12° pro Sekunde und einen negativen Höhenrichtbereich von −6°. Unterschied zwischen beiden war der positive Höhenrichtbereich, welcher bei Modell A +40° und bei Modell B +75° betrug. Dies bedeutete, dass Modell B theoretisch zur Flugabwehr fähig war, aber die niedrige Höhenrichtgeschwindigkeit und mangelnde Ausbildung verhinderten einen effektiven Einsatz in dieser Rolle.

#### Flugabwehr
Zur Flugabwehr standen zwei 7,7-mm-Maschinengewehre des Typs 92 zur Verfügung, die auf einer Plattform am hinteren Schornstein beidseitig aufgestellt waren.
Während der Umbauphase der Jahre 1937/38 wurde die Flugabwehrausstattung dahingehend geändert, dass die beiden 13,2-mm-Maschinengewehre des Typ 93, welche vorher die zwei 7,7-mm-Maschinengewehre Typ 92 ersetzten hatten, nun durch vier 2,5-cm-Maschinenkanonen des Typs 96 in Doppellafette ersetzt wurden.  Die 2,5-cm-Maschinenkanonen verschossen im Einsatz rund 110 bis 120 Schuss pro Minute, die effektive Reichweite lag bei etwa 3 Kilometern bei 85° Rohrerhöhung. Die 1,1 Tonnen schwere Doppelfafette war um 360° drehbar und hatte einen Höhenrichtbereich von −10° bis +85°.
Bedingt durch die starken alliierten Luftstreitkräfte während des Krieges kam es zu einer kontinuierlichen Verstärkung der 2,5-cm-Geschütze. Begonnen wurde damit, eine zusätzliche Doppellafette vor der Brücke auf einer Plattform aufzustellen, dann den Turm B an Land zu geben und diesen durch zwei Drillingslafetten zu ersetzen. Mit den durch Drillingslafetten ersetzten Doppellafetten beiderseits des achteren Schornsteins befanden sich nun vierzehn 2,5-cm-Geschütze an Bord. Ab 1944 kamen weitere vierzehn Einzellafetten hinzu, was die Gesamtzahl auf achtundzwanzig Geschütze erhöhte.

#### Torpedos
Die Torpedobewaffnung bestand aus drei, um 360° schwenkbaren, Dreifachtorpedorohrsätzen im Kaliber 61 cm, welche Torpedos des Typ 8 verschossen. Diese waren in Bootsmittellinie aufgestellt. Die Mitnahme von neun Reservetorpedos war vorgesehen.
Ab dem Jahr 1937 wurden die Torpedos des Typs 8 durch solche des Typs 93 ersetzt und Reservetorpedos waren nur noch drei an Bord, je einer für einen Torpedorohrsatz.

#### U-Jagdausrüstung
Zur U-Jagd waren zwei Wasserbombenwerfer mit der Möglichkeit des Einsatzes von 18 Wasserbomben vorhanden.

### Sensoren

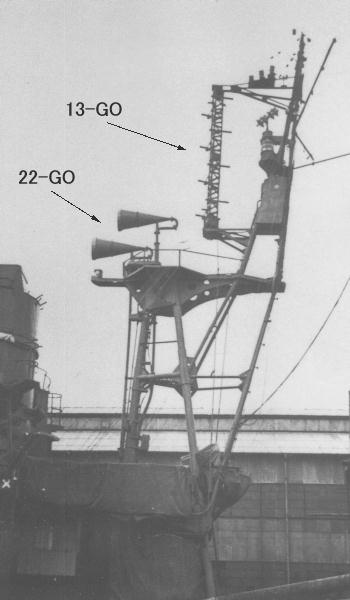
Radargeräte der Typen 22 und 13, hier im Hauptmast eines Zerstörers der Akizuki-Klasse

#### Radar
Japanische Zerstörer waren nicht von Beginn des Pazifikkrieges mit Funkmesstechnik ausgerüstet. Erst Mitte des Jahres 1943 erhielten erste ausgewählte Einheiten das Radar des Typs 22. Dieses zur Seeraumüberwachung und Feuerleitung fähige System, welches aus einem Doppelhorn – eines zum Senden und eines zum Empfangen – bestand, war im Hauptmast hinter der Brücke verbaut und arbeitete mit einer Wellenlänge von 10 cm und hatte eine Sendeleistung von 2 kW. Bedingt dadurch, dass frühe japanische Radargeräte unzuverlässig und ihr Bedienpersonal schlecht ausgebildet war, neigten Kommandanten dazu, Hinweise durch diese nicht ernst zu nehmen und sich auf die klassischen Aufklärungsmethoden, wie Ausgucke mit optischen Geräten, zu verlassen. Dieses Vertrauen wurde immer problematischer, da die Amerikaner immer bessere Radarsysteme einführten und diese hauptsächlich zur Feuerleitung einsetzten.
Im Jahr 1944 erhielten die überlebenden Zerstörer zur Luftraumüberwachung Geräte des Typs 13, die über eine lange Leiterantenne verfügte, die üblicherweise auf dem achteren Mast montiert war. Dieses Radargerät konnte eine Gruppe von Flugzeug in bis zu 100 Kilometer und ein einzelnes Flugzeug in bis zu 50 Kilometer orten. Es arbeitete mit einer Wellenlänge von 100 cm und hatte eine Sendeleistung von 10 kW.

#### Sonar
Zur Suche nach U-Booten war ein Echoortungssystem des Typs 93 und einem Hydrophon-Set vom Typ 93 eingerüstet. Dieses Hydrophon-Set bestand aus zwei Gruppen zu je acht Sensoren, eine Gruppe auf jeder Schiffsseite.

### Beiboote
Als Beiboote für den normalen Dienstbetrieb und Anlandung von eingeschifften Truppen, waren vier Boote vorhanden. Dies waren ein 6,5-Meter-Verkehrsboot, ein 7-Meter-Kutter und zwei Motorboote je 7,5 bzw. 6,5 Meter lang.

## Besatzung
Die Besatzung hatte eine Stärke von 207 Mann. Diese setzte sich zusammen aus 10 Offizieren, 3 Deckoffizieren (Warrant officers) und 194 Unteroffizieren bzw. Mannschaften. Auf Grund der personalintensiven zusätzlich eingerüsteten Flugabwehrbewaffnung erhöhte sich während des Krieges die Besatzungsstärke.